# Campeonato Europeo de Escalada de 2022
El XV Campeonato Europeo de Escalada se celebró en Múnich (Alemania) entre el 11 y el 18 de agosto de 2022 bajo la organización de la Federación Internacional de Escalada Deportiva (IFSC) y la Federación Alemana de Deportes de Escalada.
Las competiciones se realizaron en una instalación temporal construida en la Königsplatz de la ciudad bávara.
Los escaladores de Rusia y Bielorrusia fueron excluidos de este campeonato debido a la invasión rusa de Ucrania.

## Medallistas

### Masculino
| Evento             | Oro                                | Plata                                | Bronce                                    |
| ------------------ | ---------------------------------- | ------------------------------------ | ----------------------------------------- |
| Dificultad (14.08) | Adam Ondra · República Checa · 37+ | Luka Potočar Eslovenia 37+           | Alberto Ginés López · España · 35+        |
| Velocidad (15.08)  | Danyl Boldyrev · Ucrania           | Marcin Dzieński · Polonia            | Guillaume Moro Francia                    |
| Bloques (13.08)    | Nicolai Uznik · Austria · 2T2z 6 6 | Sam Avezou Francia 2T2z 7 4          | Adam Ondra · República Checa · 2T2z 12 10 |
| Combinada (18.08)  | Jakob Schubert · Austria · 175,6   | Adam Ondra · República Checa · 170,8 | Alberto Ginés López · España · 151,7      |

### Femenino
| Evento             | Oro                               | Plata                             | Bronce                          |
| ------------------ | --------------------------------- | --------------------------------- | ------------------------------- |
| Dificultad (13.08) | Janja Garnbret Eslovenia 50+      | Jessica Pilz · Austria · 45+      | Manon Hily Francia 41+          |
| Velocidad (15.08)  | Aleksandra Mirosław · Polonia     | Aleksandra Kałucka · Polonia      | Natalia Kałucka · Polonia       |
| Bloques (14.08)    | Janja Garnbret Eslovenia 2T4z 2 5 | Hannah Meul · Alemania · 2T3z 3 4 | Oriane Bertone Francia 2T3z 7 7 |
| Combinada (17.08)  | Janja Garnbret Eslovenia 199,9    | Mia Krampl Eslovenia 180,9        | Jessica Pilz · Austria · 180,6  |

## Medallero
| Núm. | País            | Oro | Plata | Bronce | Total |
| ---- | --------------- | --- | ----- | ------ | ----- |
| 1    | Eslovenia       | 3   | 2     | 0      | 5     |
| 2    | Austria         | 2   | 1     | 1      | 4     |
| 3    | Polonia         | 1   | 2     | 1      | 4     |
| 4    | República Checa | 1   | 1     | 1      | 3     |
| 5    | Ucrania         | 1   | 0     | 0      | 1     |
| 6    | Francia         | 0   | 1     | 3      | 4     |
| 7    | Alemania        | 0   | 1     | 0      | 1     |
| 8    | España          | 0   | 0     | 2      | 2     |
|      | TOTAL           | 8   | 8     | 8      | 24    |